# Reserva estatal Gara-Gel
La reserva estatal Gara-Gel o Qaragol (en azerí, Qaragöl dövlət təbiət qoruğu) es una reserva natural de Azerbaiyán que fue establecida en una superficie de 240 hectáreas en 1987 para la protección y la conservación del raro sistema ecológico del lago de origen glaciar y complejos naturales que rodean la cuenca hídrica. El lago se alimenta principalmente de la lluvia y el agua de manantial. Se introdujo la trucha en el lago en el año 1967. 
La reserva estatal de Gara-Gel está bajo el control de fuerzas pertenecientes a la República de Nagorno-Karabaj y actualmente permanece inactiva.[cita requerida]